# Mariano Otero
Mariano Otero y Mestas (Guadalajara, Jalisco, México, 4 de febrero de 1817 - 31 de mayo de 1850), conocido como Mariano Otero, fue un jurista y político mexicano, diputado constituyente en 1842 y 1847, alcalde del ayuntamiento de la Ciudad de México en 1844. A él se le atribuye la autoría, junto con Manuel Crescencio Rejón, del juicio de amparo, una acción judicial de protección constitucional de las garantías individuales.[cita requerida]

## Formación jurídica
Nació el 4 de febrero de 1817 en la ciudad de Guadalajara. Estudió en el Instituto del Estado de Jalisco, en donde, a la edad de 18 años, se graduó primeramente como bachiller en derecho civil y posteriormente como abogado, profesión que comenzó a ejercer pronto porque fue reconocido como gran orador. En diciembre de 1841, comenzó su carrera política, cuando fue nombrado delegado de Jalisco a la Junta de Representantes de los Departamentos.[cita requerida]

## Formación intelectual
Mariano Otero, en su formación intelectual, adquirió conocimientos de derecho natural, político y civil, así como de economía política, estadística e historia. Y fue el suyo un intelecto laico, con bases en la educación clásica grecolatina. En sus obras y discursos políticos tuvo la influencia de Jean-Jacques Rousseau, Madame de Stael, Benjamin Constant de Rebecque, Edmund Burke y Jeremy Bentham, a quien considera "el filósofo más grande de los tiempos modernos en la ciencia de la legislación"; Simonde de Sismondi, de quien aprende su visión de los problemas generales por el industrialismo, así como de Alexis de Tocqueville, en lo que se refiere al federalismo, la supremacía constitucional, así como el funcionamiento del Poder Judicial de los Estados Unidos de América.[cita requerida]
En lo que se refiere a intelectuales mexicanos, adquirió su formación de Prisciliano Sánchez, Francisco García Salinas y Francisco Severo Maldonado; citó también en sus discursos a Bartolomé de las Casas, a Alexander von Humboldt y a José María Luis Mora, con quien intercambió correspondencia. También, a Lorenzo de Zavala, a quien reconocía inteligencia pero le formuló reproches políticos, dado que Zavala era liberal extremo, pronorteamericano y, en cambio, Otero era nacionalista y rechazaba las pretensiones norteamericanas.[cita requerida]

## Adiestramiento político

### Constituyente de 1842
La entrada en la política fue durante la segunda administración del presidente Anastasio Bustamante, quien, influido por las ideas políticas de Lucas Alamán, acaba con las milicias cívicas y empodera a las clases privilegiadas -alto clero y ejército-, lo que provocó la revuelta del general Mariano Paredes y Arrillaga y su proclama, del Plan de la Ciudadela, que a su vez se tradujo en las Bases de Tacubaya, lo que dio origen a su derrocamiento y al ascenso al poder del general en jefe del ejército mexicano, Antonio López de Santa Anna.[cita requerida]
Mariano Otero intentó ser candidato al congreso constituyente de 1842, pero perdió las elecciones departamentales, hasta que entró en contacto con Mariano Paredes y Arrillaga, donde finalmente fue designado como delegado por Jalisco en el Consejo de Representantes de los Departamentos en diciembre de 1841 y de ahí, aspira convertirse en ser diputado constituyente.[cita requerida]
Antonio López de Santa Anna reduce la edad a 25 años para ser diputado constituyente, lo que dio origen a que varios jóvenes participaran en la política, entre ellos Mariano Otero, quien después de dos elecciones, la primera de ellas anulada, logró ser finalmente electo como diputado constituyente. Destacándose dicho congreso constituyente, por existir dos corrientes de diputados, los "viejos" y los "jóvenes", o bien, los "liberales puros" y los "liberales moderados". Otero encuadraba como joven y "liberal moderado".[cita requerida]
Fue así como Mariano Otero partió de su natal Guadalajara y se trasladó a la Ciudad de México, para los trabajos del nuevo Congreso Constituyente, que buscaría abrogar la Constitución centralista de 1836; sin embargo, una vez instalado el Congreso, el presidente Antonio López de Santa Anna promueve una ley de censura para castigar a quien publique escritos ofensivos contra el gobierno, después pretende obligar a los diputados electos a jurar las Bases de Tacubaya, inclusive, en diversos escritos, le pide al Congreso Constituyente que la Constitución que este dicte, no sea federal. Otero responde, en el derecho del Congreso a deliberar y de la respetabilidad que debía de tener la Constitución que se dictare.
En 1842, Otero fue elegido diputado por su estado, participando en el Congreso Nacional Extraordinario en el que se mostró en contra de un proyecto de Constitución centralista. A pesar de que los liberales eran minoría en el Congreso, Otero elaboró un voto particular que les permitiera presentar otro proyecto de Constitución. Colaboró como articulista y fue cofundador, junto con Juan Bautista Morales, del periódico El Siglo Diez y Nueve.
Otero manifiesta su simpatía por el régimen federal, la representación de las minorías, a favor de la tolerancia religiosa privada, así como de hacer, un catálogo de "derechos individuales", los cuales serían "inviolables" y las autoridades que así lo hicieren, tendrían responsabilidades. Sin embargo, en pleno trabajo legislativo, el 3 de diciembre de 1842, estalló la revuelta en Huejotzingo, a lo que Otero, integrante de la mesa directiva de dicho Congreso, responde a la revuelta, que este continuaría con sus trabajos legislativos, lo que provocó que el Congreso fuera disuelto y por ende, encarcelado este, junto con Manuel Gómez Pedraza, Juan Álvarez, Riva Palacio y Lafragua. Días después, serían exencarcelados, por una amnistía declarada por Antonio López de Santa Anna. Ante esa injusticia presentada durante su proceso, Otero ideó y proyectó la defensa de los derechos y garantías de los ciudadanos ante la autoridad, así surgió la formulación del Juicio de Amparo, mismo que fue incorporado a la Constitución de 1857.[cita requerida]

### Académico
En enero de 1843, Mariano Otero fue designado Vicepresidente de la Junta del Ateneo Mexicano, siendo Presidente del mismo Tornel, José María Lafragua, como primer secretario, y Guillermo Prieto, como segundo secretario.[cita requerida]
Es desde esa posición, cuando el 25 de enero de 1843 presenta el trabajo "Indicaciones sobre la importancia y necesidad de la reforma de las leyes penales".[cita requerida]

### Alcalde de la Ciudad de México
Con motivo de la revuelta popular del 6 de diciembre de 1844, con la cual ascendió a la presidencia el general José Joaquín de Herrera, se realizaron elecciones del Ayuntamiento, y quedó como presidente de la mesa directiva de la misma Mariano Otero; como vicepresidente, Domingo Pérez Fernández; como primer secretario, José María Lafragua, y como segundo secretario, Francisco Carbajal. Al día siguiente, se procedió a la elección del ayuntamiento, donde quedó Mariano Otero como "tercer Alcalde".
Fue durante su administración cuando se politizó el asunto de Texas y lo que sería después la guerra contra los Estados Unidos. El entonces presidente Herrera le ofreció la Secretaría de Relaciones Exteriores a Otero, quien la rechazó. Tiempo después, la revuelta encabezada por el general Mariano Paredes y Arrillaga, a través del Plan de Jalisco, terminó por destituir al presidente; luego vendría la presidencia de este general, quien, pretextando prestar sus servicios en la guerra contra los Estados Unidos, renunció a la presidencia, y quedó en su lugar el general Mariano Salas; una vez instalado este, restauró la Constitución federal de 1824 e invitó al general Antonio López de Santa Anna, quien se encontraba exiliado en Cuba, a que regresara y gobernara el país, a fin de enfrentar militarmente la ocupación norteamericana.[cita requerida]

### Constituyente de 1847
En plena guerra contra los Estados Unidos de América, Mariano Otero volvió a ser diputado constituyente. Esta vez correspondió redactar un manifiesto, además de establecer las garantías individuales en contra de cualquier atentado que pudieran realizar los poderes públicos. Posteriormente elaboró el Acta Constitutiva y de Reformas a la Constitución de 1824, modificando sobre todo los artículos referentes al Poder Judicial. Durante la Intervención estadounidense en México, Otero fue uno de los cuatro diputados en oponerse en Querétaro, a lograr la paz mediante el Tratado de Guadalupe-Hidalgo.[cita requerida]

### Ministro de Relaciones Interiores y Exteriores
Otero fue uno de los cuatro diputados en oponerse en Querétaro, a lograr la paz mediante el Tratado de Guadalupe-Hidalgo. Fue ministro de Relaciones Interiores y Exteriores durante el gobierno de José Joaquín de Herrera. Durante su gestión, fue responsable de la entrega de la aduana marítima de Veracruz, y dio seguimiento al controversial asunto del tráfico de armas que los ingleses vendían a los mayas cruzoob durante la Guerra de Castas. Negoció con el gobierno inglés el pago de deuda contraído durante el período de guerra, y el proyecto de colonización europea en la zona septentrional del país. Renunció a su cargo el 14 de noviembre de 1848. Entonces, se integró a la segunda Junta directiva de Cárceles, en donde impulsó la modernización del sistema penitenciario de la Ciudad de México. En 1849 Otero fue elegido senador de la República.[cita requerida]

## Obras
Fue un escritor fecundo sobre temas sociales, políticos y jurídicos, y entre sus obras destacan:
- Discurso pronunciado en la solemnidad del 16 de septiembre de 1841 en la Ciudad de Guadalajara (1841).
- Ensayo sobre el verdadero estado de la cuestión social y política que se agita en la República Mexicana (1842);
- Indicaciones sobre la importancia y necesidad de la reforma de las leyes penales (1844).
- Iniciativa dirigida a la Cámara de Diputados, por el Ministerio de Relaciones sobre la adopción y establecimiento del régimen penitenciario en el Distrito y Territorios (1844).
- Exposición interesante… Al Supremo Congreso Nacional, que dirige al Supremo Gobierno del Estado, sobre la guerra que sostiene la República contra los Estados Unidos del Norte (1847).
- Consideraciones sobre la situación política y social de la República Mexicana en el año de 1847 (1847).

También formó parte de la redacción del periódico liberal moderado El Siglo XIX. Murió víctima de cólera morbo a los 33 años de edad, el 31 de mayo de 1850, en la Ciudad de México.

## Fallecimiento
Falleció de cólera, a los 33 años de edad, el día 31 de mayo de 1850, en la Ciudad de México. Sus restos reposan en la Rotonda de los Jaliscienses Ilustres, Guadalajara, Jalisco.[cita requerida]

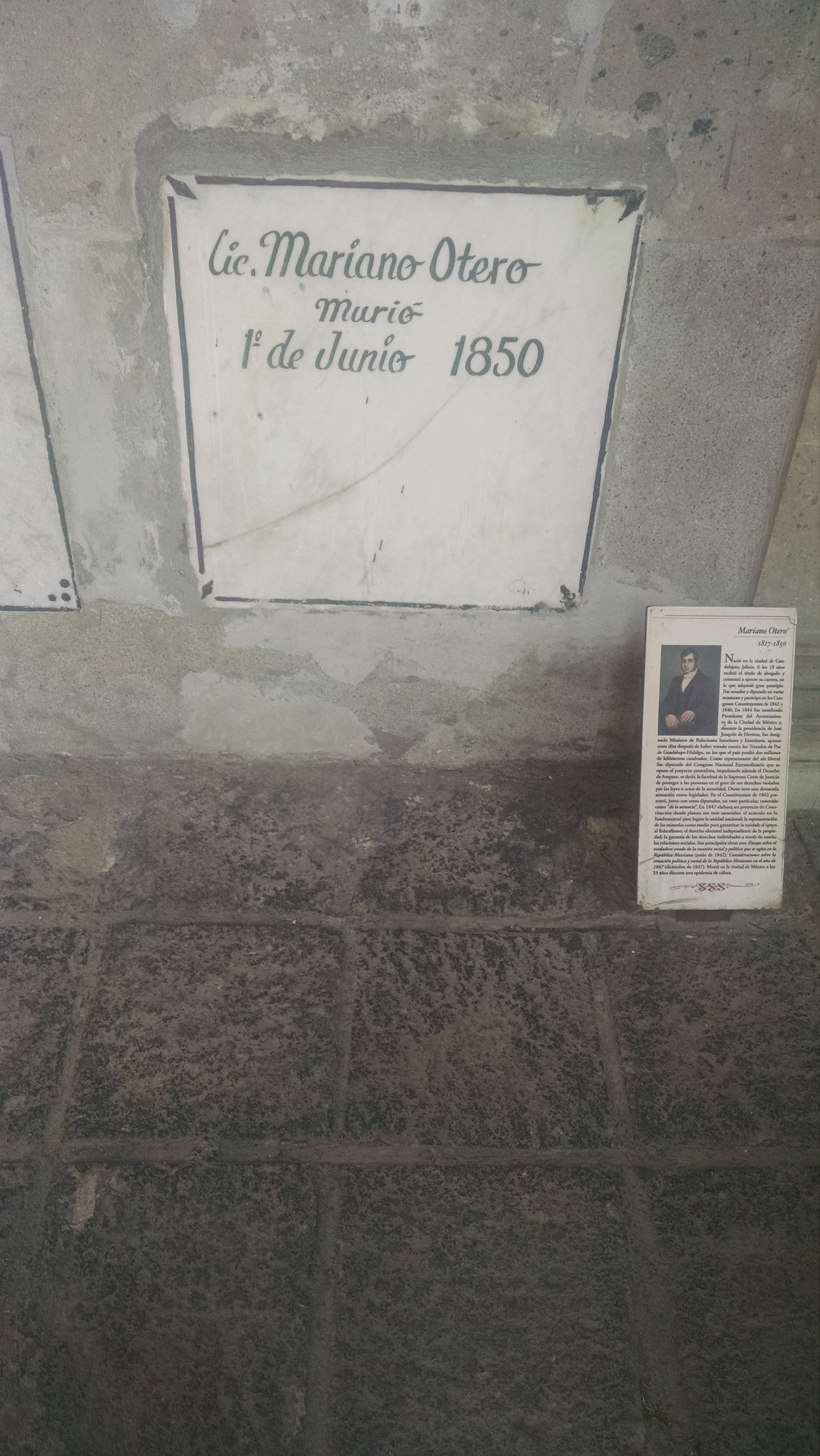
Tumba de Mariano Otero

## Aportaciones en la cultura jurídica
Se considera que Mariano Otero y Manuel Crescencio Rejón fueron los creadores del llamado juicio de amparo, acción judicial por medio de la cual una persona puede defender sus derechos (véase derechos humanos) en contra de cualquier acto u omisión de una autoridad. Dicha acción parte del supuesto de que la Constitución Política se encuentra por encima de los actos de autoridad, los cuales, en todo caso, deben estar debidamente acordes a lo que dispone la misma Constitución, pues la sola contravención de estos puede originar precisamente la acción del amparo, llamado en otros países "tutela constitucional".[cita requerida]

## Reconocimientos
En el vestíbulo principal del edificio de la Suprema Corte de Justicia de la Nación, en México, obran esculturas y murales, en honor a su persona.[cita requerida]